# Wenceslao Lagumbay
Wenceslao Rancap Lagumbay (* 28. September 1913 in Barangay San Juan, Longos, Provinz Laguna; † 3. September 1995) war ein philippinischer Politiker, der unter anderem zwischen 1954 und 1965 Mitglied des Repräsentantenhauses sowie von 1965 bis 1971 Mitglied des Senats war.

## Leben
Wenceslao Rancap Lagumbay, Sohn von Eufemio Lagumbay and Maria Rancap, besuchte die High School in Pagsanjan und begann im Anschluss eine berufliche Tätigkeit als Zeichner von Werbeplakaten. Trotz seines geringen Einkommens nahm er ein Studium der Rechtswissenschaften an der Far Eastern University auf und war daneben Buchhalter in einem Importunternehmen, das einem US-amerikanischen Unternehmer gehörte. Diesem gehörten auch verschiedene Vergnügungsstätten wie Kinos und Theater, in denen Lagumbay später auch als Manager tätig war. Er absolvierte ein postgraduales Studium der Betriebswirtschaftslehre an der Far Eastern University und legte das Examen zum Wirtschaftsprüfer (Certified Public Accountant) ab. Des Weiteren beendete er sein Studium der Rechtswissenschaften an der Manuel L.Quezon School of Law mit einem Bachelor of Laws (LL.B.) und erhielt im Anschluss seine anwaltliche Zulassung. Daraufhin begann er ein weiteres postgraduales Studium im Fach Vergleichende Rechtswissenschaft an der George Washington University, welches er mit einem Master of Laws (LL.M. Comparative Law) abschloss.
Am 10. November 1953 wurde Lagumbay im zweiten Wahlbezirk der Provinz Laguna (Laguna 2nd District) erstmals zum Mitglied des Repräsentantenhauses gewählt und gehörte diesem nach Wiederwahlen am 12. November 1957 und 14. November 1961 zwischen 1954 und 1965 an. Bei der Wahl zum Senat am 9. November 1965 wurde er für die Nacionalista Party als einer von dreißig Kandidaten auf dem achten von acht zu vergebenden Plätzen mit 2.972.525 Stimmen (39,1 Prozent) zum Senator gewählt. Er gehörte dem Senat bis zum 8. November 1971 an. Während seiner Zugehörigkeit zum Kongress der Philippinen war er ein starker Befürworter einer ehrlichen und effizienten Regierung und hatte zahlreiche anormale Transaktionen aufgedeckt, darunter die Gefahr von erheblichen Verlusten und Umsatzeinbußen der Zentralbank der Philippinen beim Einzug von Margen sowie beim Kauf und Verkauf von Devisen. Er verfasste wichtige Beiträge wie zu Rechtsverordnungen und Gesetzen wie dem Gesetz zur Gründung der Rizal Centennial Commission anlässlich des 100. Geburtstages des Nationalhelden der Philippinen José Rizal am 19. Juni 1961. Zum Ende der Herrschaft von Präsident Ferdinand Marcos wurde er am 23. Juli 1984 als Vertreter der Provinz Laguna Mitglied der Nationalversammlung (Regular Batasang Pambansa), der er bis zur Auflösung durch Präsidentin Corazon Aquino am 25. März 1986 angehörte.
Bei der ersten Senatswahl am 11. Mai 1987 nach der EDSA-Revolution, die zum Sturz von Präsident Marcos führte, bewarb er sich für die Große Allianz für Demokratie (Grand Alliance for Democracy) als einer von insgesamt 54 Kandidaten für einen der 24 Sitze im Senat. Er erreichte mit 2.168.086 Wählerstimmen (9,5 Prozent) allerdings nur den 42. Platz und verpasste somit den Wiedereinzug in den Senat. Bei den darauf folgenden Wahlen kandidierte er abermals für die Nacionalista Party, verpasste aber den Einzug in den Senat erneut.
Er war mit Adelaida del Carmen verheiratet.